# 哈根巴赫-比斯卓夫數額
哈根巴赫-比紹夫數額（Hagenbach-Bischoff quota），是一種用於可轉移單票制及比例代表名單投票制中的最大餘額方法的數額。只要有關候選人或候選名單每取得數額一倍的票數，便能獲分配一個議席。
哈根巴赫-比紹夫數額的算法是總有效票數除以（議席數目+1）。名稱源自瑞士物理學家兼數學教授愛德華·哈根巴赫-比斯卓夫。

## 公式
哈根巴赫-比紹夫數額的算法是:
{\displaystyle Q={\frac {V}{S+1}}}（{\displaystyle Q}代表配额，{\displaystyle V}代表票数，{\displaystyle S}代表席位）